# Franco-Româna Brăila
Franco-Româna Brăila este un club de fotbal din orașul Brăila, județul Brăila, România, care evoluează în . Cea mai bună performanță a lor a fost să ajungă în sferturile de finală în Cupa României în sezonul 1935–36 când au pierdut cu 6–4 împotriva Unirea Tricolor București.

## Istorie
Franco Româna Brăila a fost înființată în anii 1920 ca club sportiv al Societății Franco-Române din Brăila ( Societatea Franco-Română de Material de Drum de Fier , mai târziu Promex ), o firmă de reparații de căi ferate și tramvaie.
Clubul a jucat inițial în campionatul regional al Brăilei, dar nu s-a calificat niciodată în etapa finală a campionatului României. Cel mai mare succes al său datează din 1931, când clubul a câștigat campionatul regional, dar a pierdut cu Prahova Ploiești în playoff.
Când a fost înființată a doua ligă românească, Divizia B, în 1934, Franco Română a fost unul dintre membrii fondatori. În sezonul 1934/35, clubul a terminat pe locul al doilea în Seria 5. Sezonul 1935/36 a fost cel mai de succes din istoria clubului. Clubul a câștigat Seria 5 și a ratat doar promovarea în Divizia A în play-off-ul pentru promovare. În același timp, după victoriile în fața Oltului Turnu Măgurele și a Chinezul Timișoara, clubul a ajuns în sferturile de finală ale Cupei României din 1936. Acolo, însa, clubul a pierdut 4:6 cu Unirea Tricolor Bucuresti. Chiar au câștigat de două ori Divizia B dar nu au promovat niciodată în Divizia A, pentru că nu au reușit să câștige play-off-ul pentru Promovare.
În anii următori, clubul nu a putut inițial să se bazeze pe acest succes. Deși a mai ajuns de două ori în optimile de finală ale Cupei României (1937/38 și 1938/39), nu a putut concura pentru promovarea în ligă. Acest lucru s-a schimbat în sezonul 1939/40, când Franco Română a câștigat divizia. Cu toate acestea, clubul a refuzat să caute promovare. După sezonul 1940/41, nu a mai participat la fotbal competițional. După al Doilea Război Mondial, Dacia Unirea Brăila a devenit clubul sportiv al companiei.
După ce s-au retras în 1948, a fost creată o altă echipă la Brăila care să-i înlocuiască, o echipă numită Progresul Brăila.
Pe 3 septembrie 2022 echipa a fost reînființată ca AS Brăilița 1928 Franco-Româna. Echipa va evolua doar în competițiile Brăila Județean.

## Palmares
Liga a II-a 
 Campioni (2): 1935–36, 1939–40
 Vicecampioni (2): 1934–35, 1940–41
 Campionatul Regional de Fotbal al României 
- Campioni (1): 1930-1931
- Vicecampioni (3): 1926-1927, 1928-1929, 1931-1932

 Cupa României 
- Sferturi de finală (1): |1935–36

## Stadion
Brăilița era și cartierul și numele stadionului. Stadionul era ca un mic stadion englezesc, arătând la fel ca faimosul Highbury, dar într-o dimensiune mai mică.

## Rivalități
Cea mai mare rivală din istoria lor a fost o altă echipă locală Dacia Unirea Brăila. Franco-Româna Brăila a fost în umbra echipei rivale în toată istoria lor.

## Echipa a doua
Echipa a doua Franco-Română Brăila a fost înființată în 1940 și se numea AS Brăilița.